# Liste der Stolpersteine in Binz
In der Liste der Stolpersteine in Binz werden die Gedenksteine aufgeführt, die im Rahmen des Projektes Stolpersteine des Künstlers Gunter Demnig in Binz verlegt worden sind.

## Verlegte Stolpersteine
| Bild                                                     | Inschrift | Adresse                       | Verlegedatum | Informationen zur Person |
| -------------------------------------------------------- | --- | ----------------------------- | ------------ | --- |
| Stolperstein Strandpromenade 27 Adalbert Bela Kaba-Klein | Hier wohnte und arbeitete Adalbert Bela Kaba-Klein Jg. 1895 entrechtet/enteignet 1941 verhaftet in Ungarn Flucht bei Deportation im Untergrund überlebt | Strandpromenade 27 (Standort) | 3. Aug. 2012 | Adalbert Kaba-Klein wurde am 5. Januar 1895 in Budafok geboren. Sein Vater war Kaufmann. Ab 1915 leistete er während des Ersten Weltkrieges Wehrdienst für Österreich-Ungarn. Nach Ende des Krieges ging er als ungarischer Staatsangehöriger nach Wien. Er hatte an der Budapester Handelsakademie studiert und war in Wien bei einem Hotelunternehmen und einer Exportfirma tätig. Ab 1922 lebte er in Berlin. Seit 1923 war Kaba-Klein Mitglied der Sozialdemokratischen Partei Deutschlands (SPD). Im Jahr 1923 erwarb er zusammen mit seinem Schwager Abraham Lemo und seinen beiden Onkeln Armin und Eugen Reichard für 165 Millionen Reichsmark von der Gemeinde des Ortes Binz das Kurhaus Binz, das er fortan als Geschäftsführer leitete. Er heiratete 1929 Anna Dorothea Bergner, mit der er in Berlin und in Binz lebte. Unter dem Druck der Nationalsozialisten stehend, konnte er sich nur teilweise mit Unterstützung der ungarischen Botschaft wehren. 1937 beschlagnahmte die Gemeinde Binz seinen Besitz; Kaba-Klein konnte das vor Gericht rückgängig machen, lebte aber fortan nur noch in Berlin. Im Jahr 1938 wurde er enteignet und das Kurhaus im Mai 1939 „arisiert“; von den 360.000 RM, die Walter Schäfer im Juni 1940 für das Kurhaus bezahlte, erhielt das Ehepaar Kaba-Klein nichts. Adalbert Kaba-Klein wurde verhaftet; seine Entlassung hatte er seiner ungarischen Staatsangehörigkeit zu verdanken. Er ging nach Budapest. Nach der deutschen Besetzung Ungarns wurde er in das Zwangsarbeitslager Fergihegy gebracht, von wo ihm die Flucht gelang. Bis zu seiner erneuten Verhaftung im Oktober 1944 lebte er versteckt; seiner Deportation nach Auschwitz-Birkenau konnte er sich erneut durch Flucht entziehen. Schwer erkrankt, erlebte er doch die Befreiung Ungarns. Eugen Reichard und Abraham Lemo überlebten die Shoah nicht, Armin Reichard starb 1951 in Budapest. Im Mai 1947 kam Kaba-Klein nach Deutschland, um die Rückübertragung seines Eigentums zu betreiben; ab Januar 1948 übernahm er wieder die Geschäftsführung des Kurhauses. Am 25. November 1950 wurde der Kaufvertrag von 1940 von einem Gericht für nichtig erklärt. Im Jahr 1953 wurde Adalbert Kaba-Klein Opfer der Enteignungen in der Aktion Rose. Er wurde am 17. April 1953 zu einer hohen Haftstrafe im Gefängnis Bützow verurteilt, aus der er im Oktober 1956 aus gesundheitlichen Gründen entlassen wurde. Adalbert Kaba-Klein starb am 16. April 1962 in West-Berlin. |
| Stolperstein Strandpromenade 27 Armin Reichard           | Armin Reichard Alter unbekannt entrechtet/enteignet überlebt                                                                                            | Strandpromenade 27 (Standort) | 3. Aug. 2012 | Armin Reichard stammt aus Frankfurt und war Rechtsanwalt. Zusammen mit Adalbert Kaba-Klein (1895–1962), dessen Onkel er war, sowie Eugen Reichard und Abraham Lemo erwarb er im Jahr 1932 für 165 Millionen Reichsmark von der Gemeinde des Ortes Binz das Kurhaus Binz. Aufgrund der Verordnungen des NS-Staats waren sie gezwungen, das Kurhaus zu verkaufen, das 1939 "arisiert" wurde; von der Verkaufssumme erhielt er wie auch seine drei Teilhaber nichts. Er starb 1951 in Budapest. |
| Stolperstein Strandpromenade 27 Eugen Reichard           | Eugen Reichard Alter unbekannt entrechtet/enteignet Schicksal unbekannt                                                                                 | Strandpromenade 27 (Standort) | 3. Aug. 2012 | Eugen Reichard war Apotheker. Zusammen mit Adalbert Kaba-Klein (1895–1962), dessen Onkel er war, sowie Armin Reichard und Abraham Lemo erwarb er im Jahr 1932 für 165 Millionen Reichsmark von der Gemeinde des Ortes Binz das Kurhaus Binz. Aufgrund der Verordnungen des NS-Staats waren sie gezwungen, das Kurhaus zu verkaufen, das 1939 "arisiert" wurde; von der Verkaufssumme erhielt er wie auch seine drei Teilhaber nichts. Er starb in der Shoah. |
| Stolperstein Strandpromenade 27 Abraham Lemo             | Abraham Lemo Alter unbekannt enteignet deportiert Nitra ermordet 9.9.1942                                                                               | Strandpromenade 27 (Standort) | 3. Aug. 2012 | Abraham Lemo stammte aus Polen. Er war der Schwager von Adalbert Kaba-Klein (1895–1962), mit der zusammen mit Armin Reichard und Eugen Reichard im Jahr 1932 für 165 Millionen Reichsmark von der Gemeinde des Ortes Binz das Kurhaus Binz erwarb. Aufgrund der Verordnungen des NS-Staats waren sie gezwungen, das Kurhaus zu verkaufen, das 1939 "arisiert" wurde; von der Verkaufssumme erhielt er wie auch seine drei Teilhaber nichts. Er starb in der Shoah. |